# VR-Motor

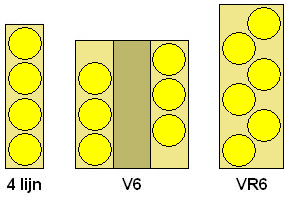
Schematische Draufsicht von Reihenmotor (links), V-Motor (mittig) und VR-Motor (rechts)

Ein VR-Motor ist ein Hubkolbenmotor mit Merkmalen eines V-Motors und eines Reihenmotors, nämlich pro Pleuel einem separaten Kurbelzapfen und einer separaten Kröpfung der Kurbelwelle, aber um etwa 15 Grad verschränkten Zylindern, unter einem gemeinsamen Zylinderkopf.

## Geschichte

### Lancia
Der V-Motor mit kleinem Zylinderwinkel wurde von dem italienischen Unternehmen Lancia & C. entwickelt, weshalb die Bauart als „Lancia-Prinzip“ bezeichnet wurde. Grundlage dafür war ein Patent von Lancia & C. vom 1. Juli 1915: Durch Versetzen der Kurbelzapfen gegenüberliegender Pleuel im V-Motor kann ein gleichmäßiger Zündabstand des jeweiligen V-Motors (V12: 60 Grad, V8: 90 Grad) bei beliebigem Zylinderbankwinkel erreicht werden.
Dies wurde zum ersten Mal bei zwei Lancia-V12-Flugmotoren mit 50 Grad Zylinderwinkel und 350 PS (257 kW) und 600 PS (441 kW) verwirklicht. Darauf folgten zwei Motoren für Automobile: Ein V8 mit 45 Grad und ein V12 mit 30 Grad, die Vincenzo Lancia im September 1918 zum Patent anmeldete.
1919 stellte Lancia ein Chassis ohne Karosserie mit V12-Motor und 13° 6' Zylinderwinkel auf den Ausstellungen in Paris und London vor. Die Bohrung betrug 80 Millimeter und der Hub 130 Millimeter. Der Motor leistete aus 7837 cm³ bei 2200/min 150 PS (110 kW). Das Fahrzeug ging jedoch nicht in Serienproduktion.
Die ersten Serienfahrzeuge mit VR-Motor gab es im Jahre 1922: Der Lancia Lambda mit V4-Motor und der Lancia Trikappa mit V8-Motor. Der Zylinderwinkel beider V-Motoren betrug 14 Grad.
1930 wurde das Serienmotorrad Matchless Silver Hawk mit einem VR4-Motor der Öffentlichkeit vorgestellt. Im gleichen Jahr begann die Röhr Auto AG mit dem Bau von VR-Motoren mit acht Zylindern, 2,5 l Hubraum und 10° Zylinderwinkel für den Röhr 8. Lancia produzierte über die Jahrzehnte weitere kompakte VR-Motoren für den Längseinbau (beispielsweise 1937 Lancia Aprilia und 1963 Lancia Fulvia) und verwendete solche Motoren bis 1976.

### Volkswagen

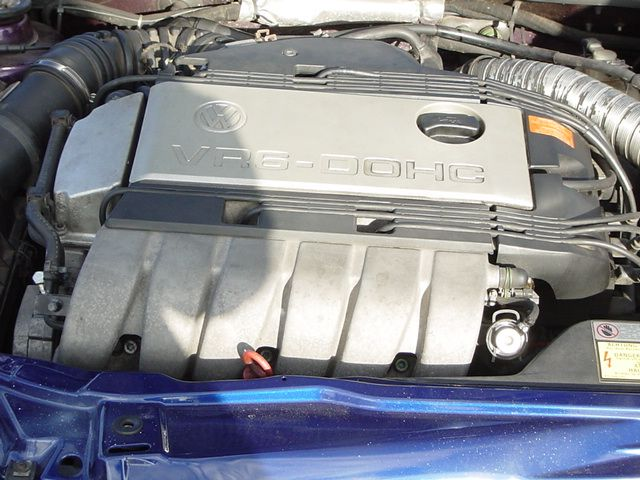
VR6-Motor im Corrado (1991–1995)

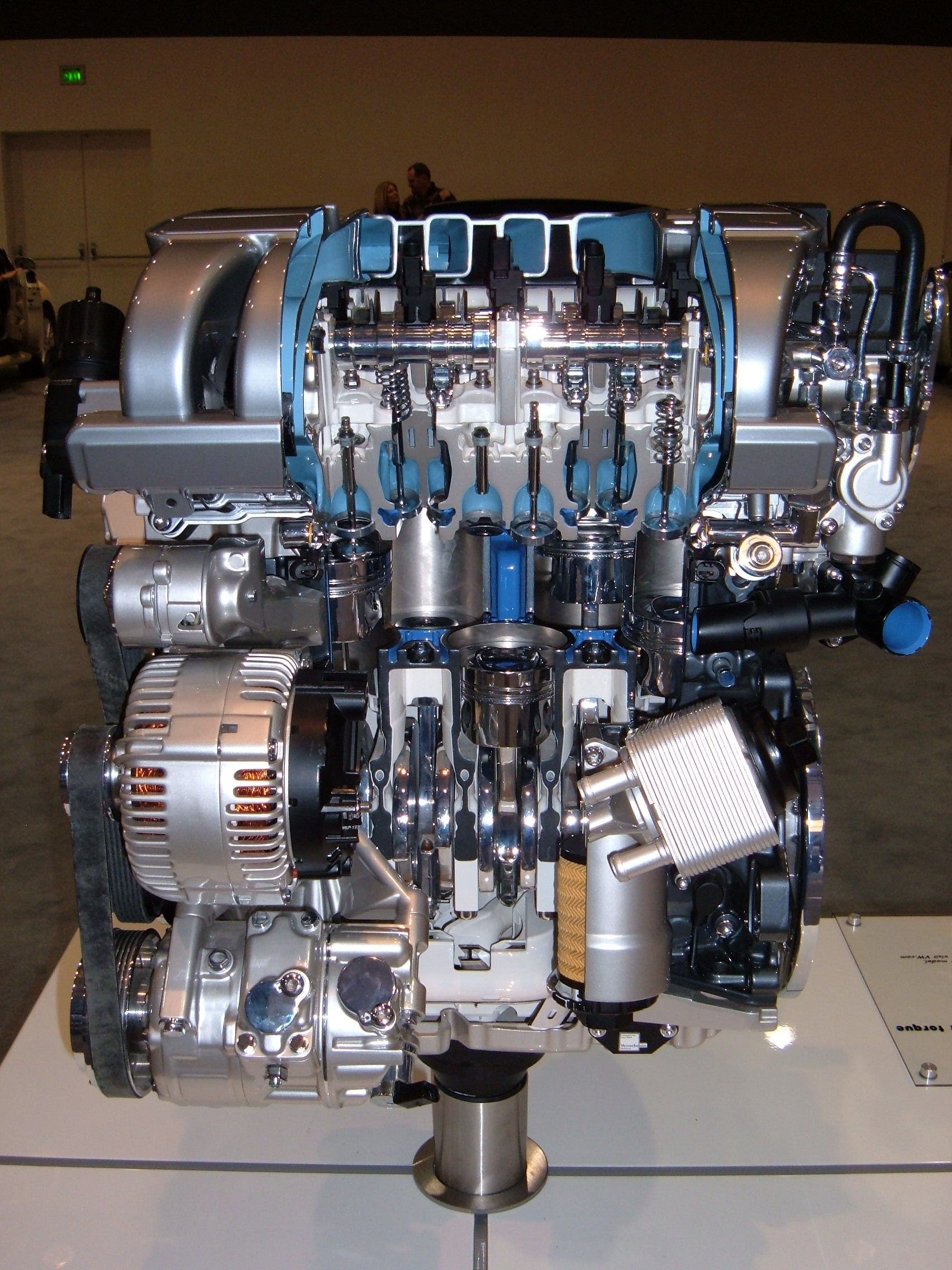
VR6-Motor des Touareg, aufgeschnitten (2005–2010)

Volkswagen baute zwischen 1991 und 2024 Sechszylindermotoren nach dem VR-Konzept. Diese Volkswagen-VR-Motoren waren ursprünglich für Fahrzeuge mit quer eingebautem Motor konzipiert und sind deshalb langhubig ausgelegt, um zusätzliche Einbaubreite zu sparen. Bei der VW-Entwicklung schneiden sich die Zylinderachsen im Gegensatz zur Lancia-Entwicklung nicht in Kurbelwellenmitte, sondern darunter (siehe Schränkung des Kurbeltriebs). Am 7. März 1991 präsentierte Volkswagen erstmals seinen VR6-Motor auf dem Genfer Auto-Salon einer breiten Öffentlichkeit.
Erstes Fahrzeug mit diesem Sechszylindermotor war der Passat B3. Später kamen VR6-Motoren auch in die Fahrzeuge Atlas, Atlas Cross Sport, Bora, CC, Corrado, Eos, Golf III, Golf IV, Golf V, New Beetle RSi, Passat B4, Passat B6, Passat B7, Passat (NMS), Phaeton, Sharan I, Talagon, Teramont, Teramont X, Touareg I, Touareg II und Vento. Ferner bei den Konzerntöchtern Audi im A3 8P, Q6, Q7 4L, TT 8J und TT 8N, bei Porsche im Cayenne (Typ 9PA) und Cayenne (Typ 92A), bei Seat im Leon I und Alhambra I, bei Škoda im Superb II und bei Volkswagen Nutzfahrzeuge im T4 und T5. Sowie im Artega GT, Ford Galaxy, Mercedes-Benz V 280, YES! 2, Dehler Optima, Itasca Sunstar und den Winnebago-Wohnmobilen Rialta und Vista. VR6-Gasmotoren von Volkswagen kommen in Gabelstaplern von Jungheinrich, Linde und Still zum Einsatz. Die AMAG-Gruppe bot um 2002 in der Schweiz den Seat Leon Cupra mit einem durch einen Kompressor aufgeladenen VR6-Motor in einer Kleinserie von rund 75 Stück an.
Von 1997 bis 2005 produzierte Volkswagen auch VR5-Motoren, die in den Fahrzeugen Golf IV, Bora, New Beetle und Passat B5 sowie im Seat Toledo II eingesetzt wurden.
Der im Jahr 2005 eingeführte Bugatti Veyron 16.4 und sein seit 2016 gebauter Nachfolger Chiron haben einen Acht-Liter-Doppel-V-Motor mit zwei VR8-Zylinderbänken (15 Grad Zylinderwinkel und 90 Grad Bankwinkel) als Antrieb.

### Horex
Unter der Typbezeichnung Horex VR6 wird seit Ende 2012/Anfang 2013 ein Motorrad mit besonders kompakt gebautem VR-6-Zylinder-Motor vertrieben. An der Entwicklung des Motors war Volkswagen im Rahmen eines Beratungsvertrages beteiligt.

## Gründe für die Entwicklung des VR-Konzepts
Das VR-Konzept ermöglicht, die Kürze des V-Motors mit der geringen Breite des Reihenmotors zu verbinden. Der erste VR-Flugmotor von Lancia konnte durch die Verringerung des Zylinderwinkels um 10 Grad zehn Zentimeter schmaler gebaut werden. Nur so konnte er die Baumaßanforderungen erfüllen, die durch die Aerodynamik der Flugzeuge von Caproni begründet waren.
Auch im Kraftfahrzeugbau ergeben sich durch die geringen Baumaße Vorteile. Der V4 des PKW-Modells Lancia Lambda hatte trotz bis zu 2,5 Litern Hubraum eine Gesamtlänge von nur 58 Zentimetern samt Schwungscheibe. Dadurch konnten Motor, Kupplung und Getriebe komplett im Motorraum untergebracht werden. Es war kein Getriebetunnel erforderlich, der den Platz im Innenraum beeinträchtigt hätte. Bei Frontantriebsmodellen mit Motor in Fahrtrichtung vor der Vorderachse, wie dem Lancia Fulvia, ermöglicht der VR-Motor ein neutraleres Fahrverhalten. Der Schwerpunkt des Motors ist durch die kurze Bauweise weniger weit von der Mitte des Fahrzeugs entfernt.
Bei PKW mit Frontantrieb wird der Verbrennungsmotor mittlerweile in der Regel quer eingebaut. Da in der Regel das Getriebe neben dem Motor eingebaut wird – Kurbelwelle des Motors und Getriebeeingangswelle fluchten –, ist die Länge des Motors begrenzt, so dass hier Vierzylindermotoren den Markt dominieren.
Höhere Zylinderzahlen lassen sich realisieren, wenn der Motor nicht als Reihenmotor, sondern als V-Motor gebaut wird. Hier entsteht allerdings ein Zielkonflikt durch mehrere Forderungen:
- Ein Mindestabstand zwischen den Zylindern ist erforderlich, damit die Kanäle der Wasserkühlung und der Ölwege noch Platz finden.
- Die Zylinderwände müssen eine bestimmte Mindeststärke aufweisen, da sonst die Wand zwischen den einzelnen Zylindern überhitzen kann.
- Der Winkel des V-Motors darf nicht zu groß sein, da er sonst das Aufprallverhalten verschlechtert. Ein zu breiter Motor überbrückt die plastischen Verformungszonen und dringt möglicherweise beim Frontalaufprall in den Fahrgastraum ein.
- Für besondere Laufruhe (Kompensation von Massenkräften und -momenten höherer Ordnung) sind bestimmte Zylinderwinkel zu bevorzugen: Beim Sechszylinder ist nach dem Reihenmotor der V-Motor mit 60 Grad Zylinderwinkel besonders günstig, beim Achtzylinder die Bauform mit 90 Grad Zylinderwinkel.
- Der V-Motor bringt erhöhten Bauaufwand und größere Kosten, weil neben dem aufwändigeren Motorblock auch zwei Zylinderbänke mit eigenen Köpfen und Ventiltrieben erforderlich sind.
- Mit einem großen Zylinderbankwinkel können Motoren realisiert werden, die kaum länger sind als Reihenmotoren mit der halben Zylinderanzahl.

Das Konzept des VR-Motors ist ein Kompromiss zwischen beiden Bauformen. Dabei zeigt die VR-Bauweise ein zusätzliches geometrisches Problem, weil sich in V-Bauart bei einem Zylinderbankwinkel von nur 15 Grad die Zylinder im unteren Bereich durchdringen würden oder weiter auseinander rücken müssten. Lancia löste diesen Konflikt durch relativ lange Pleuel.
Bei einem einfachen Kippen der Zylinderbänke, wie es in der V-Anordnung üblich ist, würden sich die Zylindermittelachsen und die Kurbelwellenmittelachse schneiden – wie beim Reihenmotor. „Verschränkte“ Zylinderbänke hingegen sind parallel nach außen versetzt, vermeiden somit auch bei kurzen Pleueln und kleinen Zylinderbankwinkeln ein Durchdringen der Zylinder, ihre Zylindermittelachsen schneiden sich unterhalb der Kurbelwellenachse. Somit sind geringe Bauhöhen erreichbar, die auch einen Einsatz im Motorrad ermöglichen. Nachteilig ist hingegen die größere Schrägstellung der Pleuel, so dass die Kolben mit höheren radialen Kräften einseitig gegen ihre Laufbahnen gedrückt werden. Die Bewegungscharakteristik des Kurbeltriebs – die Zuordnung von Drehbewegung und Kolbenbewegung – wird unsymmetrisch zum oberen Totpunkt.
Bei VR-Motoren kann bei kleinem Zylinderbankwinkel – wie beim Reihenmotor – ein gemeinsamer Zylinderkopf für beide Zylinderbänke verwendet werden. Durch die V-Anordnung der Zylinder liegt die Trennfuge zwischen Zylinder und Kopf jedoch nicht mehr lotrecht zur Zylinderachse. Der daraus entstehende Nachteil sind ungleich lange Ansaug- und Abgaswege zwischen den beiden Zylinderbänken, da in aller Regel von der einen Zylinderkopfseite Frischgase für alle Zylinder kommen und zur anderen Zylinderkopfseite alle Abgase weggeführt werden. Zudem ist diese Art des Zylinderkopfes aufwändiger zu gießen und mechanisch zu bearbeiten, insbesondere für Vierventil-Motoren.
Eine weitere Gemeinsamkeit eines Sechszylinder-VR-Motors mit einem Sechszylinder-Reihenmotor ist beispielsweise seine siebenfach gelagerte Kurbelwelle mit sechs Kröpfungen.